# Дорошовский сельский совет (Ямпольский район)
Дорошовский сельский совет (укр. Дорошівська сільська рада) — входит в состав
Ямпольского района
Сумской области
Украины.
Административный центр сельского совета находится в 
с. Дорошовка
.

## Населённые пункты совета
- с. Дорошовка
- с. Василец
- с. Дорошенково
- с. Косинское
- с. Палащенково
- с. Романьково